# Massacro della scuola di Kauhajoki
Il massacro della scuola di Kauhajoki è stata una sparatoria avvenuta nella tarda mattinata del 23 settembre 2008 nei locali comuni dell'Università di scienze applicate Seinäjoen ammattikorkeakoulu e del centro scolastico Koulutuskeskus Sedu nella città di Kauhajoki in Finlandia, provocata da Matti Saari, uno studente della stessa università. Nella sparatoria sono rimaste uccise 11 persone: dieci studenti e un insegnante, compreso l'assassino. Al momento della sparatoria nella scuola si trovavano circa 150 persone. La strage fu eseguita a meno di un anno dal simile massacro della scuola di Jokela.

## Eventi
La sparatoria ebbe inizio poco prima delle 11, quando Saari cominciò a sparare in un'aula del piano inferiore dell'istituto durante un esame a cui prendevano parte circa 20 studenti. Saari aprì una grande borsa nera all'esterno dell'aula, prese l'arma, entrò nell'aula dalla porta e iniziò a sparare utilizzando una pistola Walther P22. Nella sparatoria colpì compagni di classe e suoi amici mentre essi si trovavano sdraiati al suolo. Alcune vittime furono colpite da più di 20 colpi di arma da fuoco. Complessivamente Saari sparò più di 200 proiettili.
Un bidello della scuola chiamò il numero telefonico di emergenza alle 10:47 e la prima unità di soccorso arrivò alle 10:52, mentre la polizia alle 11:02. In base alle dichiarazioni dei testimoni oculari, un'ambulanza e i vigili del fuoco arrivarono prima della polizia. Saari cosparse la scuola di liquido infiammabile e gli dette fuoco. Spostandosi all'interno della scuola sparò alcuni colpi anche verso le auto della polizia che stazionavano all'esterno. La polizia non rispose agli spari. Successivamente Saari tentò di suicidarsi, sparandosi alla testa; venne ritrovato intorno alle 12:30 ferito in un corridoio della scuola. Trasportato all'ospedale universitario di Tampere, morì poco dopo a causa delle ferite riportate.